# Baz Luhrmann
Mark Anthony Luhrmann (Sydney, New South Wales, 17 september 1962), beter bekend als Baz Luhrmann, is een Australische filmregisseur. Zijn films vallen op door hun flamboyante en kleurrijke theatraliteit.

## Biografie en carrière
Baz Luhrmann groeide op in Herons Creek, een klein plaatsje in het noorden van New South Wales. Zijn vader had hier een benzinestation en een bioscoop; beide hebben het werk van Luhrmann beïnvloed. Hij studeerde aan de National Institute of Dramatic Art.

### Films
Na zijn succes in het theater, richtte Luhrmann zich meer op films:
- Strictly Ballroom (1992), met Paul Mercurio en Tara Morice
- Romeo + Juliet (1996), met Leonardo DiCaprio en Claire Danes
- Moulin Rouge! (2001), met Nicole Kidman en Ewan McGregor
- Australia (2008), met Nicole Kidman en Hugh Jackman
- The Great Gatsby (2013), met Leonardo DiCaprio en Tobey Maguire
- Elvis (2022), met Austin Butler en Tom Hanks

Op 10 mei 2013 (USA) ging zijn film "the Great Gatsby" in première met in de hoofdrollen Leonardo DiCaprio, Tobey Maguire (Spiderman) en Joel Edgerton (Star Wars Episode II en III). De film haalde in het openingsweekeinde de tweede plaats wat betreft recette (ruim $ 50 miljoen) achter Iron Man 3. Op 16 mei 2013 ging de film in onder andere Nederland in première. Ook maakte Luhrmann bekend dat hij graag "Hamlet" zou willen verfilmen met Leonardo DiCaprio.
De eerste drie films worden tegenwoordig formeel verkocht als 'The Red Curtain Trilogy'.
Luhrmann werkte aan een biografische film over Alexander de Grote, met daarin DiCaprio en Kidman, maar na de release (en het financiële debacle) van Oliver Stones film over hetzelfde onderwerp in 2004 werd het project stopgezet.
Baz Luhrmann heeft gezegd dat Bollywood-films een grote invloed hebben gehad op zijn werk, met name Moulin Rouge!.

### Ander werk
- Luhrmann scoorde in 1999 een internationale hit met de single Everybody's Free (To Wear Sunscreen). Het bereikte in Engeland de eerste plaats en kwam in de Nederlandse Top 40 tot plaats 29.
- Hij regisseerde een videoclip voor John Paul Youngs Love is in the Air, dat opnieuw verscheen in het kader van de release van Strictly Ballroom (waarvan dit de soundtrack was).
- In 2004 regisseerde Luhrmann voor Chanel No. 5 een peperdure reclame, met daarin Nicole Kidman.
- Hij regisseerde tevens een opera, La bohème, opgevoerd in Sydney, 1993.
- In 2014 regisseerde Luhrmann voor Chanel No. 5 weer een reclame, met daarin Gisele Bündchen en Michiel Huisman.

### Privé
Luhrmann trouwde op 26 januari 1997 met Catherine Martin, de production designer in al zijn films. Ze hebben twee kinderen, Lillian Amanda Luhrmann en William Alexander Luhrmann.

## NPO Radio 2 Top 2000
Van Baz Luhrmann stond alleen Everybody’s Free (to Wear Sunscreen) in 2017 in de NPO Radio 2 Top 2000, op plek 1930.